# Scherma ai Giochi della XVII Olimpiade - Sciabola a squadre maschile
La competizione della sciabola a squadre maschile  di scherma ai Giochi della XVII Olimpiade si tenne il giorno 10 settembre 1960 al Palazzo dei Congressi di Roma.

## Primo turno
Le quattro migliori squadre, sulla base della percentuale vittorie/sconfitte e assalti vinti/persi, avanzano ai quarti di finale. Le altre prime due classificate di ogni gruppo avanzano agli ottavi di finale.

### Gruppo 1
Classifica
| Pos. | Nazione  | Vittorie | VI | SI | Incontri            | Incontri          | Incontri            | Incontri |
| Pos. | Nazione  | Vittorie | VI | SI | Ungheria (bandiera) | Belgio (bandiera) | Bulgaria (bandiera) |          |
| ---- | -------- | -------- | -- | -- | ------------------- | ----------------- | ------------------- | -------- |
| 1    | Ungheria | 1        | 9  | 3  | X                   | 9-3               | ND                  |          |
| 2    | Belgio   | 0        | 3  | 9  | 3-9                 | X                 | ND                  |          |
| 3    | Bulgaria | 0        | 0  | 0  | Ritirata            | Ritirata          | Ritirata            |          |

Incontri
| Atleti (Vittorie individuali)                                               | Nazione             | VT | VT | Nazione           | Atleti (Vittorie individuali)                                                        |
| --------------------------------------------------------------------------- | ------------------- | -- | -- | ----------------- | ------------------------------------------------------------------------------------ |
| Pál Kovács (3), Aladár Gerevich (2) Tamás Mendelényi (2), Gábor Delneky (2) | Ungheria (bandiera) | 9  | 3  | Belgio (bandiera) | José Van Baelen (1), Gustave Balister (1) Marcel Van Der Auwera (1), Roger Petit (0) |

### Gruppo 2
Classifica
| Pos. | Nazione  | Vittorie | VI | SI | Incontri           | Incontri           | Incontri            | Incontri |
| Pos. | Nazione  | Vittorie | VI | SI | Polonia (bandiera) | Austria (bandiera) | Giappone (bandiera) |          |
| ---- | -------- | -------- | -- | -- | ------------------ | ------------------ | ------------------- | -------- |
| 1    | Polonia  | 2        | 23 | 5  | X                  | 9-3                | 14-2                |          |
| 2    | Austria  | 1        | 14 | 14 | 3-9                | X                  | 11-5                |          |
| 3    | Giappone | 0        | 7  | 25 | 2-14               | 5-11               | X                   |          |

Incontri
| Atleti (Vittorie individuali)                                                 | Nazione            | VT | VT | Nazione             | Atleti (Vittorie individuali)                                                        |
| ----------------------------------------------------------------------------- | ------------------ | -- | -- | ------------------- | ------------------------------------------------------------------------------------ |
| Helmuth Resch (4), Paul Kerb (3) Hans Hocke (2), Josef Wanetschek (2)         | Austria (bandiera) | 11 | 5  | Giappone (bandiera) | Mitsuyuki Funamizu (3), Tsugeo Ozawa (2) Sonosuke Fujimaki (0), Kazuhiko Tabuchi (0) |
| Ryszard Zub (4), Marian Kuszewski (4) Andrzej Piątkowski (3), Emil Ochyra (3) | Polonia (bandiera) | 14 | 2  | Giappone (bandiera) | Mitsuyuki Funamizu (2), Tsugeo Ozawa (0) Sonosuke Fujimaki (0), Kazuhiko Tabuchi (0) |
| Emil Ochyra (3), Ryszard Zub (3) Andrzej Piątkowski (2), Marian Kuszewski (1) | Polonia (bandiera) | 9  | 3  | Austria (bandiera)  | Günther Ulrich (2), Hans Hocke (1) Paul Kerb (0), Helmuth Resch (0)                  |

### Gruppo 3
Classifica
| Pos. | Nazione          | Vittorie | VI | SI | Incontri                    | Incontri             | Incontri             | Incontri |
| Pos. | Nazione          | Vittorie | VI | SI | Unione Sovietica (bandiera) | Argentina (bandiera) | Australia (bandiera) |          |
| ---- | ---------------- | -------- | -- | -- | --------------------------- | -------------------- | -------------------- | -------- |
| 1    | Unione Sovietica | 1        | 9  | 1  | X                           | 9-1                  | ND                   |          |
| 2    | Argentina        | 0        | 1  | 9  | 1-9                         | X                    | ND                   |          |
| 3    | Australia        | 0        | 0  | 0  | Ritirata                    | Ritirata             | Ritirata             |          |

Incontri
| Atleti (Vittorie individuali)                                                        | Nazione                     | VT | VT | Nazione              | Atleti (Vittorie individuali)                                               |
| ------------------------------------------------------------------------------------ | --------------------------- | -- | -- | -------------------- | --------------------------------------------------------------------------- |
| Jevhen Čerepovs'kyj (3), Umjar Mavlichanov (2) Nugzar Asatiani (2), David Tyšler (2) | Unione Sovietica (bandiera) | 9  | 1  | Argentina (bandiera) | Rafael González (1), Juan Larrea (0) Daniel Sande (0), Gustavo Vassallo (0) |

### Gruppo 4
Classifica
| Pos. | Nazione    | Vittorie | VI | SI | Incontri          | Incontri           | Incontri              | Incontri |
| Pos. | Nazione    | Vittorie | VI | SI | Italia (bandiera) | Romania (bandiera) | Portogallo (bandiera) |          |
| ---- | ---------- | -------- | -- | -- | ----------------- | ------------------ | --------------------- | -------- |
| 1    | Italia     | 2        | 18 | 5  | X                 | 9-3                | 9-2                   |          |
| 2    | Romania    | 1        | 11 | 17 | 3-9               | X                  | 8-8                   |          |
| 3    | Portogallo | 0        | 10 | 17 | 2-9               | 8-8                | X                     |          |

Incontri
| Atleti (Vittorie individuali)                                                          | Nazione            | VT     | VT     | Nazione               | Atleti (Vittorie individuali)                                                          |
| -------------------------------------------------------------------------------------- | ------------------ | ------ | ------ | --------------------- | -------------------------------------------------------------------------------------- |
| Dumitru Mustață (4), Cornel Pelmuș (2) Ion Santo (1), Ladislau Rohony (1)              | Romania (bandiera) | 8 (64) | 8 (58) | Portogallo (bandiera) | Joaquim Rodrigues (3), António Marquilhas (2) Orlando Azinhais (2), José Ferreira (1)  |
| Mario Ravagnan (3), Roberto Ferrari (3) Pierluigi Chicca (2), Giampaolo Calanchini (1) | Italia (bandiera)  | 9      | 2      | Portogallo (bandiera) | Orlando Azinhais (2), António Marquilhas (0) José Fernandes (0), Joaquim Rodrigues (0) |
| Mario Ravagnan (3), Pierluigi Chicca (3) Roberto Ferrari (2), Giampaolo Calanchini (1) | Italia (bandiera)  | 9      | 3      | Romania (bandiera)    | Emeric Arus (2), Cornel Pelmuș (1) Ladislau Rohony (0), Dumitru Mustață (0)            |

### Gruppo 5
Classifica
| Pos. | Nazione       | Vittorie | VI | SI | Incontri           | Incontri                 | Incontri          | Incontri |
| Pos. | Nazione       | Vittorie | VI | SI | Francia (bandiera) | Gran Bretagna (bandiera) | Spagna (bandiera) |          |
| ---- | ------------- | -------- | -- | -- | ------------------ | ------------------------ | ----------------- | -------- |
| 1    | Francia       | 2        | 19 | 1  | X                  | 9-0                      | 10-1              |          |
| 2    | Gran Bretagna | 1        | 9  | 16 | 0-9                | X                        | 9-7               |          |
| 3    | Spagna        | 0        | 8  | 19 | 1-10               | 7-9                      | X                 |          |

Incontri
| Atleti (Vittorie individuali)                                                 | Nazione                  | VT | VT | Nazione                  | Atleti (Vittorie individuali)                                                 |
| ----------------------------------------------------------------------------- | ------------------------ | -- | -- | ------------------------ | ----------------------------------------------------------------------------- |
| Ralph Cooperman (4), Michael Amberg (2) Donald Stringer (2), Sandy Leckie (1) | Gran Bretagna (bandiera) | 9  | 7  | Spagna (bandiera)        | Jesús Díez (3), César de Diego (2) Pablo Ordejón (1), Ramón Martínez (1)      |
| Marcel Parent (3), Claude Gamot (3) Jacques Lefèvre (3), Jacques Roulot (1)   | Francia (bandiera)       | 10 | 1  | Spagna (bandiera)        | Ramón Martínez (1), Pablo Ordejón (0) Jesús Díez (0), César de Diego (0)      |
| Marcel Parent (3), Claude Gamot (2) Jacques Lefèvre (2), Claude Arabo (2)     | Francia (bandiera)       | 9  | 0  | Gran Bretagna (bandiera) | Michael Strauss (0), Donald Stringer (0) Sandy Leckie (0), Michael Amberg (0) |

### Gruppo 6
Classifica
| Pos. | Nazione     | Vittorie | VI | SI | Incontri               | Incontri                             | Incontri           | Incontri |
| Pos. | Nazione     | Vittorie | VI | SI | Stati Uniti (bandiera) | Squadra Unificata Tedesca (bandiera) | Marocco (bandiera) |          |
| ---- | ----------- | -------- | -- | -- | ---------------------- | ------------------------------------ | ------------------ | -------- |
| 1    | Stati Uniti | 2        | 25 | 6  | X                      | 9-6                                  | 16-0               |          |
| 2    | Germania    | 1        | 21 | 10 | 6-9                    | X                                    | 15-1               |          |
| 3    | Marocco     | 0        | 1  | 31 | 0-16                   | 1-15                                 | X                  |          |

Incontri
| Atleti (Vittorie individuali)                                                      | Nazione                              | VT | VT | Nazione                              | Atleti (Vittorie individuali)                                                                  |
| ---------------------------------------------------------------------------------- | ------------------------------------ | -- | -- | ------------------------------------ | ---------------------------------------------------------------------------------------------- |
| Michael D'Asaro (4), Richard Dyer (4) Tibor Nyilas (4), George Worth (4)           | Stati Uniti (bandiera)               | 16 | 0  | Marocco (bandiera)                   | Abderrahman Sebti (0), Abderraouf El-Fassy (0) Mohamed Ben Joullon (0), Jacques Ben Gualid (0) |
| Dieter Löhr (4), Jürgen Theuerkauff (4) Wilfried Wöhler (4), Peter von Krockow (3) | Squadra Unificata Tedesca (bandiera) | 15 | 1  | Marocco (bandiera)                   | Abderrahman Sebti (0), Abderraouf El-Fassy (0) Mohamed Ben Joullon (1), Jacques Ben Gualid (0) |
| Alfonso Morales (3), Allan Kwartler (3) Michael D'Asaro (2), Richard Dyer (1)      | Stati Uniti (bandiera)               | 9  | 6  | Squadra Unificata Tedesca (bandiera) | Wilfried Wöhler (3), Walter Köstner (2) Dieter Löhr (1), Jürgen Theuerkauff (0)                |

## Eliminazione diretta
|  | Ottavi di finale | Ottavi di finale | Ottavi di finale |  |  | Quarti di finale | Quarti di finale | Quarti di finale |   |             | Semifinali  | Semifinali | Semifinali |               |               | Finale        | Finale | Finale |
|  |                  |                  |                  |  |  |                  |                  |                  |   |             |             |            |            |               |               |               |        |        |
|  |                  |                  |                  |  |  |                  |                  |                  |   |             |             |            |            |               |               |               |        |        |
|  |                  |                  |                  |  |  | Ungheria         | Ungheria         | 9                |   |             |             |            |            |               |               |               |        |        |
|  | Gran Bretagna    | Gran Bretagna    | 6                |  |  | Romania          | Romania          | 3                |   |             |             |            |            |               |               |               |        |        |
|  | Romania          | Romania          | 9                |  |  |                  |                  |                  |   | Ungheria    | Ungheria    | 9          |            |               |               |               |        |        |
|  |                  |                  |                  |  |  |                  | Italia           | Italia           | 6 |             |             |            |            |               |               |               |        |        |
|  |                  |                  |                  |  |  | Italia           | Italia           | 9                |   |             |             |            |            |               |               |               |        |        |
|  | Francia          | Francia          | 9                |  |  | Francia          | Francia          | 7                |   |             |             |            |            |               |               |               |        |        |
|  | Belgio           | Belgio           | 5                |  |  |                  |                  |                  |   |             | Ungheria    | Ungheria   | 9          |               |               |               |        |        |
|  |                  |                  |                  |  |  |                  | Polonia          | Polonia          | 7 |             |             |            |            |               |               |               |        |        |
|  |                  |                  |                  |  |  | Polonia          | Polonia          | 9                |   |             |             |            |            |               |               |               |        |        |
|  | Germania         | Germania         | 9                |  |  | Germania         | Germania         | 2                |   |             |             |            |            |               |               |               |        |        |
|  | Argentina        | Argentina        | 4                |  |  |                  |                  |                  |   | Polonia     | Polonia     | 9          |            | 3º e 4º posto | 3º e 4º posto | 3º e 4º posto |        |        |
|  |                  |                  |                  |  |  |                  | Stati Uniti      | Stati Uniti      | 3 |             |             |            |            |               |               |               |        |        |
|  |                  |                  |                  |  |  | Unione Sovietica | Unione Sovietica | 8                |   |             |             |            |            |               | Italia        | Italia        | 9      |        |
|  | Stati Uniti      | Stati Uniti      | 9                |  |  | Stati Uniti      | Stati Uniti      | 8+               |   | Stati Uniti | Stati Uniti | 6          |            |               |               |               |        |        |
|  | Austria          | Austria          | 5                |  |  |                  |                  |                  |   |             |             |            |            |               |               |               |        |        |

### Ottavi di finale
| Squadra                                                                         | Squadra     | Squadra       | Squadra                                                                                    |
| Atleti (Vittorie individuali)                                                   | VT          | VT            | Atleti (Vittorie individuali)                                                              |
| ------------------------------------------------------------------------------- | ----------- | ------------- | ------------------------------------------------------------------------------------------ |
| Romania                                                                         | Romania     | Gran Bretagna | Gran Bretagna                                                                              |
| Ladislau Rohony (4), Ion Santo (2) Dumitru Mustață (2), Emeric Arus (1)         | 9           | 6             | Michael Amberg (2), Ralph Cooperman (2) Sandy Leckie (1), Michael Strauss (1)              |
| Francia                                                                         | Francia     | Belgio        | Belgio                                                                                     |
| Jacques Roulot (3), Claude Gamot (2) Claude Arabo (2), Jacques Lefèvre (2)      | 9           | 5             | Gustave Balister (2), José Van Baelen (2) François Heywaert (1), Marcel Van Der Auwera (0) |
| Germania                                                                        | Germania    | Argentina     | Argentina                                                                                  |
| Wilfried Wöhler (4), Dieter Löhr (2) Walter Köstner (2), Jürgen Theuerkauff (1) | 9           | 4             | Daniel Sande (2), Juan Larrea (1) Gustavo Vassallo (1), Rafael González (0)                |
| Stati Uniti                                                                     | Stati Uniti | Austria       | Austria                                                                                    |
| Alfonso Morales (3), Allan Kwartler (3) Michael D'Asaro (2), Richard Dyer (1)   | 9           | 5             | Helmuth Resch (3), Paul Kerb (1) Günther Ulrich (1), Hans Hocke (0)                        |

### Quarti di finale
| Squadra                                                                              | Squadra     | Squadra          | Squadra                                                                           |
| Atleti (Vittorie individuali)                                                        | VT          | VT               | Atleti (Vittorie individuali)                                                     |
| ------------------------------------------------------------------------------------ | ----------- | ---------------- | --------------------------------------------------------------------------------- |
| Ungheria                                                                             | Ungheria    | Romania          | Romania                                                                           |
| Rudolf Kárpáti (3), Zoltán Horváth (3) Gábor Delneky (2), Aladár Gerevich (1)        | 9           | 3                | Emeric Arus (1), Ladislau Rohony (1) Dumitru Mustață (1), Ion Santo (0)           |
| Italia                                                                               | Italia      | Francia          | Francia                                                                           |
| Pierluigi Chicca (4), Mario Ravagnan (2) Wladimiro Calarese (2), Roberto Ferrari (1) | 9           | 7                | Claude Gamot (2), Claude Arabo (2) Jacques Lefèvre (2), Jacques Roulot (1)        |
| Polonia                                                                              | Polonia     | Germania         | Germania                                                                          |
| Emil Ochyra (3), Andrzej Piątkowski (3) Wojciech Zabłocki (2), Ryszard Zub (1)       | 9           | 2                | Walter Köstner (2), Wilfried Wöhler (0) Dieter Löhr (0), Jürgen Theuerkauff (0)   |
| Stati Uniti                                                                          | Stati Uniti | Unione Sovietica | Unione Sovietica                                                                  |
| Tibor Nyilas (4), Michael D'Asaro (2) Alfonso Morales (1), Allan Kwartler (1)        | 8 (68)      | 8 (65)           | David Tyšler (3), Nugzar Asatiani (2) Jakov Ryl'skij (2), Jevhen Čerepovs'kyj (1) |

### Semifinali
| Squadra                                                                            | Squadra  | Squadra     | Squadra                                                                              |
| Atleti (Vittorie individuali)                                                      | VT       | VT          | Atleti (Vittorie individuali)                                                        |
| ---------------------------------------------------------------------------------- | -------- | ----------- | ------------------------------------------------------------------------------------ |
| Ungheria                                                                           | Ungheria | Italia      | Italia                                                                               |
| Tamás Mendelényi (4), Pál Kovács (2) Rudolf Kárpáti (2), Zoltán Horváth (1)        | 9        | 6           | Roberto Ferrari (2), Wladimiro Calarese (2) Pierluigi Chicca (1), Mario Ravagnan (1) |
| Polonia                                                                            | Polonia  | Stati Uniti | Stati Uniti                                                                          |
| Emil Ochyra (3), Andrzej Piątkowski (2) Jerzy Pawłowski (2), Wojciech Zabłocki (2) | 9        | 3           | Alfonso Morales (1), Allan Kwartler (1) Tibor Nyilas (1), Michael D'Asaro (0)        |

### Finali
| 3º e 4º posto                                                                             |         |             |                                                                               |
| Squadra                                                                                   | Squadra | Squadra     | Squadra                                                                       |
| Atleti (Vittorie individuali)                                                             | VT      | VT          | Atleti (Vittorie individuali)                                                 |
| Italia                                                                                    | Italia  | Stati Uniti | Stati Uniti                                                                   |
| Wladimiro Calarese (4), Giampaolo Calanchini (3) Pierluigi Chicca (1), Mario Ravagnan (1) | 9       | 6           | Allan Kwartler (2), George Worth (2) Michael D'Asaro (1), Alfonso Morales (1) |

| Finale                                                                      |          |         |                                                                                    |
| Squadra                                                                     | Squadra  | Squadra | Squadra                                                                            |
| Atleti (Vittorie individuali)                                               | VT       | VT      | Atleti (Vittorie individuali)                                                      |
| Ungheria                                                                    | Ungheria | Polonia | Polonia                                                                            |
| Zoltán Horváth (4), Tamás Mendelényi (2) Rudolf Kárpáti (2), Pál Kovács (1) | 9        | 7       | Andrzej Piątkowski (2), Wojciech Zabłocki (2) Jerzy Pawłowski (2), Emil Ochyra (1) |

## Podio
| Oro                                                                                              | Argento                                                                                               | Bronzo                                                                                         |
| Ungheria Aladár Gerevich Rudolf Kárpáti Pál Kovács Zoltán Horváth Gábor Delneky Tamás Mendelényi | Polonia Jerzy Pawłowski Wojciech Zabłocki Marian Kuszewski Ryszard Zub Andrzej Piątkowski Emil Ochyra | Italia Wladimiro Calarese Giampaolo Calanchini Pierluigi Chicca Mario Ravagnan Roberto Ferrari |